# سینه‌سرخ آبی سیبری
مگس‌خوار آبی سیبریایی (نام علمی: Luscinia cyane) نام یک گونه از سرده مه‌سراینده‌ها است.